# Mastertronic
Mastertronic was een Brits computerspelontwikkelaar en -uitgever, opgericht in 1983. Met een prijs van enkele ponden waren de spellen te koop bij benzinestations en warenhuizen. In mei 1987 maakte het bedrijf bekend arcadespellen te willen produceren. De merknaam bestaat niet meer, deze ging over naar Sega. Deze werd opgekocht door een andere bedrijf dat verder ging onder de naam Mastertronic Group.